# Мастер тёмного пути
«Mo Dao Zu Shi» (кит. 魔道祖师; пиньинь. Mó Dào Zǔ Shī; русск. Магистр дьявольского культа или Основатель тёмного пути; в российском прокате Мастер тёмного пути) — китайский анимационный сериал (дунхуа), созданный по одноимённому веб-роману Мосян Тунсю. Сериал изображает вымышленный мир сянься, где люди магически совершенствуются, пытаясь достичь бессмертия. Главный герой, Вэй Усянь, в силу определённых обстоятельств отклонился от традиционного «светлого» пути совершенствования и создал «тёмный путь» (魔道, Mo Dao).

## Сюжет
Действия разворачиваются в фэнтезийном мире сянься, основанном на средневековом Китае. Заклинатели-маги защищают простых людей от нечисти и, пытаясь достичь бессмертия, следуют только по «светлому пути» совершенствования. Главный герой, Вэй Усянь, сворачивает c «истинного» пути совершенствования на другой, который приводит его к гибели.
Герой воскресает спустя тринадцать лет в теле Мо Сюаньюя, сумасшедшего, призвавшего дух Вэй Усяня в своё тело ради мести своим родственникам. В своей второй жизни Вэй Усянь путешествует вместе со своим другом, Лань Ванцзи. Они столкнутся с ситуациями, которые раскроют истинную подоплёку событий прошлого, смерти многих людей и самого́ главного героя.
Периодически среди сюжетных событий возникает рекламная интеграция спонсора дунхуа — мороженого марки Cornetto .

## Трансляция
| Сезон | Количество эпизодов | Трансляция     | Трансляция      |
| Сезон | Количество эпизодов | Первый показ   | Последний показ |
| ----- | ------------------- | -------------- | --------------- |
| 1     | 15                  | 9 июля 2018    | 6 октября 2018  |
| 2     | 8                   | 3 августа 2019 | 31 августа 2019 |
| 3     | 12                  | 7 августа 2021 | 16 октября 2021 |

Чиби-версия дунхуа начала выходить в эфир с 31 июля 2020 года и рассчитана на 30 серий.
В России показ мультсериала начался на кабельном телеканале FAN с 7 сентября 2020 года в озвучке студии «СВ-Дубль».

## Саундтрек
| №  | Название                                                             | Лирика          | Музыка               | Певец                | Продолжительность |
| -- | -------------------------------------------------------------------- | --------------- | -------------------- | -------------------- | ----------------- |
| 1. | «Drunken Dreams of the Past (醉梦前尘)» (опенинг)                    | Сунь Юйцзинь    | Сунь Юйцзинь         | Терри Лин            | 04:31             |
| 2. | «Asking the Zither (问琴)» (эндинг (1 сезон; 1-8, 14-15 эпизоды))    | Сунь Юйцзинь    | Сунь Юйцзинь, Фэн Шо | Yin Lin              | 03:16             |
| 3. | «No Envies (不羡)» (эндинг (1 сезон; 9-13 эпизоды))                  | Мяо Боян        | Хэ Лян               | S.I.N.G              | 04:28             |
| 4. | «Unchanging Youth (少年如故)» (эндинг (2 сезон))                     | Чэн И, Хэ Шивэй | Линь Хай             | R1SE                 | 04:20             |
| 5. | «Envying Clouds (羡云)» (Тематическая песня Вэй Усяня и Лань Ванцзи) | Сунь Юйцзинь    | Сунь Юйцзинь         | Hita                 | 03:00             |
| 6. | «Drunken Dreams of the Past (醉梦前尘)»                              | Сунь Юйцзинь    | Сунь Юйцзинь         | Чжан Цзе и Бянь Цзян | 04:31             |

## Критика
Мультсериал получил подавляющее количество положительных отзывов за высокое качество и сюжетную линию, а также набрал заметный интернет-фандом как в Китае, так и за рубежом. В Китае дунхуа быстро стала популярной, получив 1,74 миллиарда просмотров на потоковой платформе [Tencent Video] к декабрю 2018 года. На сайте Douban Mo Dao Zu Shi имеет рейтинг 8,9 из 10, что делает его одной из самых рейтинговых дунхуа 2018 года в Китае.

## Награды и номинации
| Год  | Церемония                                                                   | Категория                                         | Что номинировано | Результат |
| ---- | --------------------------------------------------------------------------- | ------------------------------------------------- | ---------------- | --------- |
| 2018 | 12-й Tencent Video Star Awards                                              | Популярный вымышленный персонаж                   | Вэй Усянь        | Победа    |
| 2018 | 12-й Tencent Video Star Awards                                              | Лучшая озвучка                                    | Чжан Цзе         | Победа    |
| 2018 | 12-й Tencent Video Star Awards                                              | Авторитетная дунхуа года[уточнить]                | Mo Dao Zu Shi    | Победа    |
| 2018 | 15-й China Animation Golden Dragon Award                                    | Лучший анимационный сериал года (Золотая награда) | Mo Dao Zu Shi    | Победа    |
| 2018 | Golden Bud — The Third Network Film And Television Festival                 | Популярный анимационный сериал                    | Mo Dao Zu Shi    | Победа    |
| 2019 | 7-й China Xi’an International Original Animation Competition Xinguang Award | Новая лучшая анимация                             | Mo Dao Zu Shi    | Победа    |
| 2019 | 12-й Xiamen International Animation Festival                                | Лучшая дунхуа (Серебряная награда)                | Mo Dao Zu Shi    | Победа    |
| 2019 | 20-й China Video Awards                                                     | Дунхуа года                                       | Mo Dao Zu Shi    | Победа    |
| 2019 | Golden Bud — The Fourth Network Film And Television Festival                | Лучшая анимация                                   | Mo Dao Zu Shi    | Номинация |
| 2019 | Tencent Video All Star Awards                                               | Вымышленный персонаж года                         | Лань Ванцзи      | Победа    |